# طفح دوائي ثابت
الاندفاع الدوائي الثابت هي التفاعلات الدوائية الثابتة.وسميت بذلك لأنها تتكرر في نفس الموقع من الجسم عند التناول لدواء معين.
قد تتكرر الطفوح أو التفاعلات الدوائية بشكل مميز في نفس الموقع، أو ان عدد من المواقع الثابتة قد تزيد.
الاندفاع الدوائي الثابت يعتبر هو نوع من الحساسية لدواء. عادة يكون بسبب دواء معين واحد.وأكثر الأدوية المسببة هي: المضادات الحيوية ثم خافضات الحرارة.

## الأنواع
يوجد أنواع متباينة من الطفح الدوائي الثابت، وصنفت الأنواع على أساس المميزات السريرية، وتوزيع الطفح بالجسم وتشمل هذه الأنواع الآتي:
1-اطفح دوائي ثابت مصحوب بتصبغ pigmenting.
2--طفح دوائي ثابت غير مصحوب بتصبغ nonpigmenting.
2-طفح دوائي ثابت في الموقع أو المتعدد.
3-طفح دوائي ثابت الخطى linear.
4-طفح دوائي متنقل wandering.
6-طفح دوائي ثابت فقاعي bullous.
7-طفح دوائي ثابت مصحوب بالتهاب جلدي eczematous.
8-طفح دوائي ثابت المصحوب بالشرى (ارتكاريا) urticarial.
9- طفح دوائي ثابت شاذا الصبغة ويسمى الاحمرار الجلدي المستديم. erythema dyschromicum perstans.

## الأسباب
الأسباب المباشرة لتشكل الطفح الدوائي الثابت غير معروفة بدقة، إلا أن بعض الأبحاث الحديثة تقول أن عمليات متوسطة بالخلايا cell-mediated هي المسئولة عن تولد الطفح الدوائي الثابت. حيث يعتقد ان الدواء يعمل كناشب (جزيء صغير يمكنه إحداث تفاعل مناعي عند التصاقه بجزيء كبير مثل جزيء البروتين) hapten, والذي يتحد مع الخلايا الجلدية القاعدية basal keratinocytes مما يسبب استجابة التهابية، وذلك من خلال إفراز حرائك خلوية cytokines مثل عامل نخر الورم tumor necrosis factor, وجاما إنترفيرون interferon-gamma.
أهم المسببات للطفح الدوائي الثابت.هي المسكنات,مرخيات العضلات (muscle relaxants),المهدئات،مظادات التشنج,المضادات الحيوية.

## أسماء بعض الادوية المسببة
-اراسيتامول/فيناسيتين والمسكّنات الأخرى (بانادول).
-المضادّات الحيويّة:التيتراسيكلين، دوكسيسايكلين، مينوسايكلين (مينوسين) , بانمايسين، باكتريم، سيبترين، ترايسول، سلفاسالازين، كوليزين، سالازوبايرين.
-حمض أستيل سالسيليك / أسبرين(ديسبرين).
-مضادّات الالتهاب: إيبوبروفين:(أنافين، بروفين، نيوروفين، بانافين).
-المسكّنات: الباربيتوريت، بينزوديازيبين وكلورديازيبوكسايد (نوفابام)بيوتايل برومايدالهايوسين
-المضاد للمغص (بسكوبان، سكوبوديرم),دابسون، ومعالج الإمساك الفينولفثالين.
-دواء الشد العضلي الكاينين.
-السلفاميثوكسازول والتراى ميثوبريم.
-أدوية أخرى.

## الاعراض
تقدر نسبة حدوث الطفح الدوائي الثابت بنحو 2-5% بين المرضى داخل المستشفيات، وبنحو 1% بين المرض خارج المستشفيات، والطفح الدوائي الثابت يمثل 16–21% من كل الطفح الجلدي الدوائي،
1. لا يسبب الطفح الدوائي الثابت حالات وفيات.
2. تقشر الأنسجة والجلد.
3. زيادة التصبغ موضع الطفح.
4. تشكل بقع الطفح على الشفة(وهي الشائعة)أو الأعضاء التناسلية، الورك، وأسفل الظهر، والجزء من الأطراف القريب للجسم.
5. الشعور بحرقة، وألم، وحكة جلدية pruritus.
6. ارتفاع بالحرارة، وتوعك، وغثيان، وإسهال، وتقلص بالبطن، وفقدان للشهية, وصعوبة بالتبول.
7. مرض تأتبي, أو تفاعل دوائي، أو مرض السكر.وهذا يكشف عنه عن طريق التاريخ العائلي.

## العلاج
- العلاج بالأدوية: يكون العلاج بالتعرف على العامل المسبب للطفح مثل تناول دواء معين ومن ثم محاولة استبداله بآخر.

واكثر طرق العلاج هي استبدال الدواء بدواء اخر ومعالجة الاعراض الناجمة عن الطفح. وفي بعض الحالات يمكن اعطاء مضادات الهستامين عن طريق الفم أو الحقن، والكورتيزون.اما في الحالات التي يحدث فيها عدوى تعطى المضادات الحيوية،
- الغذاء: قد يعطى المريض الوجبات العادية دون منع لأغذية إلا في الحالات التي يفاقم فيها الطعام من الطفح.
- الوقاية: ومن طرق الوقاية هي تجنب الدواء المسبب.اطلاع الطبيب على كل الأدوية التي تسببت لهم في حدوث حساسية دوائية.

الطفح الدوائي الثابت غير خطير نسبيا حيث حتى الآن لم تسجل حالات وفاة بسببه.